# Paola Morra
Paola Morra (Roma, 20 aprile 1959) è un'attrice italiana.

## Biografia
Nel 1978, dopo essere stata eletta come Playmate nell'edizione italiana del periodico Playboy, fa il suo debutto nel cinema italiano, nel ruolo di una suora, nel film Interno di un convento diretta da Walerian Borowczyk. Compare poi nel film, presumibilmente mai uscito nelle sale, Isola meccanica diretto da Bruno Pischiutta, e nel film brasiliano As Filhas do Fogo di Walter Hugo Khouri, rimasto inedito in Italia. L'anno seguente ha il ruolo di suor Mathieu nel film Suor Omicidi diretto da Giulio Berruti a fianco di Anita Ekberg, ma con ogni probabilità il suo ruolo più significativo è quello di Baby Anna, l'amante di uno psicanalista (Flavio Bucci) compagno di una giornalista in crisi (Stefania Casini) che diventa sua amica nel film Ammazzare il tempo di Mimmo Rafele, rimasto invedibile per lungo tempo e proiettato in televisione soltanto nel 2019, a quarant'anni dalla sua realizzazione.
Un altro suo ruolo significativo è quello di Daniela nel film L'insegnante balla... con tutta la classe di Giuliano Carnimeo. La sua carriera si esaurisce in pratica nell'arco di solo due anni e sette pellicole. Dopo qualche anno di assenza, riappare in televisione in Quer pasticciaccio brutto de via Merulana diretta da Piero Schivazappa, nel ruolo di Virginia, recitando ancora accanto a Flavio Bucci, ma in seguito decide di abbandonare il mondo dello spettacolo ritirandosi a vita privata.

## Filmografia
- Interno di un convento, regia di Walerian Borowczyk (1978)
- Isola meccanica, regia di Bruno Pischiutta (1978) mai uscito nelle sale
- As Filhas do Fogo, regia di Walter Hugo Khouri (1978) inedito
- L'insegnante balla... con tutta la classe, regia di Giuliano Carnimeo (1978)
- Suor Omicidi, regia di Giulio Berruti (1979)
- Le porno relazioni (Silvia ama a Raquel), regia di Diego Santillan (1979)
- Ammazzare il tempo, regia di Mimmo Rafele (1979)
- Quer pasticciaccio brutto de via Merulana, regia di Piero Schivazappa (1983) film televisivo